# 그뷔드니 소를라시위스 요한네손
그뷔드니 소를라시위스 요한네손(아이슬란드어: Guðni Thorlacius Jóhannesson, 1968년 6월 26일~ )은 아이슬란드의 제6대 대통령이다. 2016년 8월 1일부터 2024년 8월 1일까지 제6대 대통령으로 역임했다.
수도인 레이캬비크에서 태어났으며, 청년시절에 영국 워릭 대학교와 아이슬란드 대학교에서 아이슬란드의 역사학을 공부하여, 그후 2016년 8월 아이슬란드의 대통령 선거에서 68.6% 득표율로 당선되었다. 2020년 재선에 성공하였고, 2024년 8월 1일 퇴임하였다.
그는 다섯 남매를 두고 있는 가장이기도 하다.
| 전임 올라퓌르 라그나르 그림손 | 제6대 아이슬란드의 대통령 2016년 8월 1일 ~ 2024년 8월 1일 | 후임 할라 토마스도티르 |